# Czarodziejki
Czarodziejki (ang. Charmed) – amerykański serial fantasy emitowany na kanale The WB w USA, a w Polsce na kanałach TVP1, Polsat, Hallmark, SciFi Universal, Fox Life i TV6. Serial opowiada o najpotężniejszych na świecie dobrych czarownicach – siostrach Halliwell. Każda z nich posiada unikalne magiczne zdolności, które rozwijają się w ciągu całego ich życia. Mieszkają razem w starej rodzinnej posiadłości i wykorzystują swe zdolności do walki z demonami i innymi siłami zła, które panoszą się na terenie San Francisco w Kalifornii.
Serial jest połączeniem wielu gatunków – od horroru i fantasy aż do komedii, a nawet opery mydlanej. Serial miał najlepszy debiut (aż do pojawienia się Tajemnic Smallville – 8,4 miliona – z 2001 roku), w stacji The WB – pierwszy odcinek serialu obejrzało 7,7 miliona widzów.
Po emisji odcinka Payback’s a Witch 15 stycznia 2006 roku, Czarodziejki stały się najdłużej trwającym serialem, w którym główne role przypadały kobietom, wyprzedzając tym samym serial Laverne & Shirley. Status ten utrzymał się aż do 13 maja 2012 roku, kiedy to Gotowe na wszystko wyprzedziły Czarodziejki o dwa odcinki. Finałowy odcinek, Forever Charmed, obejrzało 4,49 miliona widzów. W październiku 2013 roku, stacja CBS ogłosiła, że planuje zlecenie nowej wersji serialu, jednakże 12 sierpnia 2014 roku podana została informacja, że stacja zrezygnowała z rebootu. W 2018 roku stacja The CW zamówiła pilot nowego rebootu serialu o tym samym tytule.
Utworem otwierającym serial jest „How Soon Is Now?” śpiewany przez Love Spit Love (cover utworu grupy „The Smiths”), wykorzystany wcześniej w filmie Szkoła czarownic.

## Fabuła
Siedem miesięcy po śmierci swojej babci, Prue, Piper i Phoebe ponownie spotykają się pod tym samym dachem, gdy najmłodsza z nich, Phoebe, powraca do rodzinnego domu w San Francisco. Jeszcze tego samego dnia odkrywa na dotąd zamkniętym, zaniedbanym strychu, starą książkę – Księgę Cieni. Czytając z niej inkantacje, bezwiednie uruchamia ciąg wydarzeń, które wypełniają prastarą przepowiednię.
Wkrótce siostry odkrywają, że nie tylko posiadały nadnaturalne dary, ale i pochodzą z prastarego rodu czarownic – Warrenów, a pierwsza z rodu, Melinda Warren, została spalona na stosie podczas procesów czarownic w Salem. Jednakże zanim umarła, przepowiedziała, że moc z każdym pokoleniem będzie rosła, a punktem kulminacyjnym będzie pojawienie się trzech sióstr – najpotężniejszych dobrych czarownic, jakie świat kiedykolwiek widział; trzy siostry ukształtują Moc Trzech, największą magiczną siłę dobra jaka kiedykolwiek istniała na Ziemi. Siostry z czasem odkrywają, iż mają przyrodnią siostrę Paige.

## Postacie

### Główne
- Prudence Halliwell (Shannen Doherty) – urodzona 28 października 1970 roku. Najstarsza z sióstr Halliwell. Posiada moc przesuwania obiektów za pomocą swojego umysłu (telekineza), jeśli widzi dany obiekt. Z czasem uczy się rozwijać swoją moc poprzez użycie rąk. Później rozwija się w niej również zdolność projekcji astralnej, która pozwala jej być w dwóch miejscach jednocześnie. Poświęciła część swojego dzieciństwa, by wychować swoje młodsze siostry – Piper i Phoebe po najpierw rozwodzie rodziców, a później po śmierci ich matki, Patty. W wyniku nieoczekiwanego splotu zdarzeń Prue umiera w 2001 roku.

W pierwszym sezonie Prue stara pogodzić się z faktem, że stała się czarodziejką. Wznawia swoją starą relację z detektywem Andym Trudeau, z którym utrzymywała kontakt w liceum. Pracuje w domu aukcyjnym Buckland jako rzeczoznawca. W finale pierwszej serii musi pogodzić się ze śmiercią Andy’ego, który ginie ze strony demonicznego wroga. W połowie drugiej serii odchodzi z Buckland i zaczyna realizować swoje marzenia. Zostaje fotografem i pracuje dla magazynu 415. Prue umiera w finale trzeciego sezonu. Zostaje zabita przez Shaxa – potężnego demonicznego zabójcę wysłanego przez Źródło Wszelkiego Zła. Jej pogrzeb został przedstawiony w pierwszym odcinku czwartej serii. Z jej śmiercią nie mogła się pogodzić Piper, którą próbowała przywrócić duszę Prue. Zamiast niej pojawia się babcia sióstr, Penny, i oznajmia, że najstarsza z sióstr musi przystosować się do życia pozagrobowego, w czym pomagają jej Patty – matka sióstr – i ona sama (babcia). Prue nie mogła wrócić na Ziemię, ponieważ nie pozwoliłoby to siostrom ruszyć dalej.
W piątym sezonie w odcinku „Cat House”, gdy Phoebe i Paige odwiedzają przeszłość, będąc na weselu Piper i Leo, widzą Prue odjeżdżającą na motorze. Jednak twarz Prue nigdy nie została pokazana, a jedynie jej plecy. W finale siódmej serii Prue pomogła swoim siostrom pokonać demona Zankou, używając projekcji astralnej (Piper mówi „Dziękuję, Prue” po udanym ataku). W komiksie Prue odradza się jako blond dziewczyna o imieniu Patience zamieszkująca Salem w stanie Massachusetts. Po dołączeniu do niej sióstr – Piper i Phoebe oraz po raz pierwszy Paige – ich moce zaczynają wariować, gdyż początkowa przepowiednia nigdy nie mówiła o „Mocy Czterech”, dlatego Prue decyduje się oddać swoje moce, by jej moc nie kolidowała z mocą Paige.
- Piper Halliwell (Holly Marie Combs) – urodzona 7 sierpnia 1973 roku. Jej główną udręką było utrzymanie normalnego życia przy ciągłej ochronie świata. Posiada moc spowalniania molekuł (zatrzymywania czasu). Po pewnym czasie nauczyła się selektywnego unieruchamiania. Wraz z ewolucją mocy nauczyła się przyspieszać molekuły (eksplodować). Jej rola środkowej siostry w pierwszych trzech sezonach polegała na godzeniu sióstr Prue i Phoebe. Po śmierci Prue staje się najstarszą z sióstr obok Phoebe i Paige.

W pierwszym odcinku serialu dowiadujemy się, że jej chłopak – Jeremy – jest czarownikiem i chce zabić ją wraz z siostrami, aby posiąść moc, na którą czekał aż do powrotu Phoebe. Siostrom udaje się go pokonać. Pierwszy sezon przedstawia Piper pracującą w restauracji Quake jako kucharz, a później jako kierowniczka. Poznaje chłopaka – Lea Wyatta, z którym zaczyna się spotykać. Okazuje się, że jest on aniołem stróżem Czarodziejek. W drugiej serii Piper odchodzi z Quake i otwiera swój klub nocny – P3. Po zerwaniu z Leo zaczyna się spotykać z Danem Gordonem, próbując żyć w normalnym związku. Gdy im nie wychodzi, odchodzi od Dana i układa sobie życie z Leo. W trzecim sezonie, mimo początkowego sprzeciwu Starszych, biorą ślub.
W piątym sezonie rodzi syna o imieniu Wyatt. Wraz z mężem starają się uchronić go przed niebezpieczeństwami czyhającymi w magicznym świecie, gdyż posiada najpotężniejszą moc na świecie, przyciągającą coraz więcej demonów, czarownic i czarowników. W finale piątego sezonu z przyszłości przybywa duch światłości, Chris, który ratuje Czarodziejki przed śmiercią z rąk mitologicznych Tytanów. Po tym, jak Starsi musieli się przed nimi ukrywać, Chris manipuluje wydarzeniami tak, iż Leo staje się Starszym, jednocześnie odchodząc od Piper. W szósttm sezonie małżeństwo ponownie do siebie wraca, mimo iż Chris (w rzeczywistości syn Piper i Leo przybyły z przyszłości) stara się temu zapobiec. W finale szóstego sezonu Piper rodzi małego Chrisa, a Chris z przyszłości umiera. W siódmej serii Piper i Leo starają się żyć, jak normalne małżeństwo, mimo iż w ósmym sezonie możliwość ta zostaje im odebrana. W ostatnim odcinku serialu, jak i w komiksie, dowiadujemy się, iż Piper urodziła trzecie dziecko – tym razem córkę o imionach Prudence Melinda.
- Phoebe Halliwell (Alyssa Milano) – urodzona 2 listopada 1975 roku, zostaje obdarowana bierną mocą – prekognicją, która pozwala na widzenie przyszłości, rozwija się w niej również zdolność retrokognicji. W późniejszych sezonach otrzymuje aktywną moc lewitacji, która przydaje się w kombinacjach ze sztukami walki oraz moc empatii, która pozwala jej odbierać emocje innych i wpływać na nadnaturalne siły istot, których moce są związane z odczuciami. W pierwszych trzech sezonach Phoebe jest najmłodszą i najbardziej zbuntowaną z sióstr Halliwell. Z powodu jej charakteru często dochodzi między nią a Prue do poważnych konfliktów. W sezonie czwartym Phoebe staje się średnią siostrą i próbuje grać mediatora między Piper i Paige.

W drugiej serii Phoebe wraca na studia, które rzuciła zaraz po śmierci babci, na kierunek psychologii. Nie mając mocy czynnej nauczyła się władać sztukami walki, aby lepiej pokonywać siły zła. W trzecim sezonie rozpoczyna relacje z Cole’em Turnerem, który faktycznie jest demonem Balthazorem wynajętym  aby zabić Czarodziejki. Gdy Phoebe to odkrywa, on przekonuje ją, że jako pół-człowiek pół-demon, naprawdę ją kocha. Postanawia upozorować swoją śmierć w ten sposób, aby Czarodziejki nie polowały na jego demoniczną część. Phoebe poślubiła Cole’a w sezonie czwartym, nie wiedząc, że stał się on nowym Źródłem Wszelkiego Zła i władcą podziemia. Później odkrywa, że jest w ciąży, ale jej nienarodzone dziecko zostało magicznie skradzione przez Wyrocznię, która twierdziła, że dziecko jest prawnie jej i nigdy nie należało do Phoebe i Cole’a. Również w czasie czwartej serii rozpoczyna pracę jako felietonistka w gazecie „The Bay Mirror”. W międzyczasie Phoebe staje się zła i otrzymuje moce, które posiada Źródło (m.in. kule ognia czy ogień pojawiający się w ręce). Po koronacji na Królową Podziemia dostaje moc znikania w płomieniach.
W piątej serii Phoebe próbuje żyć bez Cole’a i skupia się na swojej karierze. Jeszcze w tej samej serii zaczyna związek z jej nowym szefem, Jasonem Deanem, który w szóstym sezonie odkrywa sekretną tożsamość Phoebe i, nie mogąc poradzić sobie z tą informacją, zrywa z dziewczyną. W finałowym odcinku Phoebe wychodzi za mąż za Kupidyna, który kiedyś pomógł znaleźć jej miłość. Ich małżeństwo owocuje trójką córek. Phoebe staje się również autorem poradnika o poszukiwaniu miłości.
- Paige Matthews (Rose McGowan) – urodzona 2 sierpnia 1977 roku. Paige zostaje ujawniona po tragicznej i niespodziewanej śmierci Prue jako czwarta, przyrodnia siostra sióstr Halliwell, córka Patty i Sama – jej ducha światłości, anioła stróża wiedźm. Jako że ten typ relacji był zakazany i niespotykany w owym czasie, oddali dziecko siostrze Agnieszce, zakonnicy, a następnie rodzina Matthews zaadoptowała ją. Jej biologiczni rodzice poprosili jedynie, aby jej imię zaczynało się na P, aby kontynuować tradycję. Po ojcu, duchu światłości, Paige odziedziczyła moc orbitowania – przenoszenia się. Po odrodzeniu Mocy Trzech otrzymuje moc telekinezy orbitalnej, czyli zdolności do teleportowania dowolnego przedmiotu w miejsce, które sobie zażyczy, najczęściej używając do tego rąk. Choć moc ta wymaga używania werbalnych komend. W sezonie 5 Paige ujawnia, że ma także inne moce duchów światłości, jak np. zmiana wyglądu, uzdrawianie czy wyczuwanie swoich podopiecznych.

Początkowo Paige próbuje stać się tak dobra, jak Prue, gdyż brak najstarszej siostry często jest wspominany. Lepiej rozwija swoją przyjaźń z Phoebe, gdyż z Piper nie może znaleźć wspólnego języka, w końcu jednak wszystkie siostry zbliżają się do siebie. W piątej serii rezygnuje z pracy w Usługach Socjalnych, by stać się pełnoetatową czarownicą. W szóstym sezonie bezrobocie zaczyna jej doskwierać, więc rozpoczyna pracę w pewnej agencji. W siódmej serii Paige zostaje dyrektorem Szkoły Magii.
W ósmym sezonie spotyka się z kuratorem Henrym Mitchellem, z którym decyduje się zawrzeć poważną znajomość. Wychodzi za niego za mąż i ma z nim trójkę dzieci – 2 córki i syna. W komiksie wreszcie spotyka Prue.

### Wymienieni w czołówce
- Leo Wyatt (Brian Krause) – Duch Światłości Czarodziejek. Początkowo udaje „złotą rączkę” pomagającą siostrom w naprawach domu. Jako duch światłości Leo potrafi orbitować (rodzaj teleportacji) i uzdrawiać. W pierwszym sezonie rozpoczyna relację z Piper, co jednak spotyka się z dezaprobatą Starszych. W trzecim sezonie biorą ślub i wkrótce rodzą im się synowie: Wyatt i Chris. Związek Leo i Piper doprowadza do napiętej relacji między Czarodziejkami a Starszymi. W sezonie szóstym Leo staje się Starszym, a w siódmym zostaje Avatarem, aby uratować swoją rodzinę przed wieczną walką między dobrem a złem. Wkrótce Starsi decydują, iż nie może on być jednocześnie Starszym i mężem Piper, więc ten wybiera życie śmiertelnika.
- Darryl Morris (Dorian Gregory) – policjant w San Francisco, partner policjanta Andy’ego Trudeau. Początkowo nie ufa Czarodziejkom, podejrzewając je o udział w niektórych zbrodniach popełnionych na terenie miasta. Jednak kilka miesięcy po śmierci Andy’ego, dowiaduje się prawdy i w kolejnych latach pomaga siostrom tuszować sprawy związane z demoniczną aktywnością. Po siódmym sezonie Darryl wraz z rodziną przenosi się na wschodnie wybrzeże kraju.
- Cole Turner (Julian McMahon) – znany jako demoniczny zabójca – Balthazor. Posiada moc lśnienia (rodzaj teleportacji) i rzucania kulami energii. Pojawia się w trzecim sezonie jako asystent prokuratora okręgowego, wysłany przez Triadę, by zabić Czarodziejki. Jednakże porzuca swą misję, gdy zakochuje się w Phoebe z wzajemnością. W czwartej serii pozbywa się swojej demonicznej natury i poślubia Phoebe. Potem jednak staje się nowym Źródłem Wszelkiego Zła. To spowodowało, że Siostry musiały go zabić w sezonie piątym.
- Chris Perry (Halliwell) (Drew Fuller) – syn Piper i Leo. Pojawia się w finale sezonu piątego, przedstawiając się jako duch światłości z przyszłości, który pomaga siostrom pokonać Tytanów. W szóstej serii wyjawia, że jest synem Piper i Leo, i przybył tu, by nie dopuścić do przejścia Wyatta na stronę zła. W finale szóstej serii zostaje zabity przez Starszego o imieniu Gideon.
- Billie Jenkins (Kaley Cuoco) – studentka i podopieczna Paige. Pojawia się w ósmym sezonie. Posiada moc przenoszenia obiektów za pomocą umysłu przy pomocy telekinezy. Przez większość sezonu próbuje znaleźć swoją starszą siostrę Christy, która została porwana 15 lat wcześniej przez Triadę. Kiedy ją odnajduje, ta próbuje przeciągnąć ją na stronę zła. Wkrótce pod wpływem Christy zdradza Czarodziejki. W finale serialu w akcie samoobrony była zmuszona do zabicia swojej siostry. Z epilogu serialu można się dowiedzieć, że pozostała przyjaciółką sióstr jeszcze przez wiele lat.
- Andy Trudeau (Ted King) – znajomy sióstr, licealna pierwsza miłość Prue. Pracuje jako detektyw Departamentu Policji w San Francisco i przypadkowo zostaje przypisany do niemal każdej sprawy, w którym udział brały siostry. Andy w końcu odkrywa, że są czarownicami. W finale pierwszej serii zostaje zabity przez demona Rodrigueza, który okazał się być jednym z urzędników resortu spraw wewnętrznych prowadzących dochodzenie Andy’ego w sprawie „nierozwiązanych dziwnych przypadków”.
- Dan Gordon (Greg Vaughan) – sąsiad sióstr, pojawia się w drugiej serii. Spotyka się z Piper po tym, jak ta zrywa z Leo. Wkrótce jednak Czarodziejka zrywa z Danem i powraca do Leo. W finale drugiego sezonu Dan przeprowadza się do Portland, gdzie otrzymał ofertę pracy.
- Jenny Gordon (Karis Paige Bryant) – siostrzenica Dana, która tymczasowo mieszka z nim, gdyż jej rodzice pojechali do Arabii Saudyjskiej w interesach. Chociaż mieszka ze swoim wujem, tworzy więź z siostrami i często prosi je o rady w kobiecych sprawach. W połowie drugiego sezonu wraca z rodzicami do rodzinnego domu w USA. Pojawia się tylko w czterech odcinkach.

### Drzewo genealogiczne głównych bohaterów
|                         |                         |                         |                         |                         |                         |  |  |                             |                             |                             |                             |                             |                             |                |                | Penelope Johnson           | Penelope Johnson           | Penelope Johnson           | Penelope Johnson           | Penelope Johnson           | Penelope Johnson           |                    |                    |                    |                    |                    |                    | Allen Halliwell  | Allen Halliwell  | Allen Halliwell | Allen Halliwell | Allen Halliwell | Allen Halliwell |               |               |               |               |               |               |                |                |                |                |                |                |  |  |                |                |                |                |                |                |  |  |  |  |  |  |  |  |  |  |  |  |  |  |  |  |  |  |  |  |  |  |  |  |  |  |  |  |  |  |  |  |  |  |  |  |
|                         |                         |                         |                         |                         |                         |  |  |                             |                             |                             |                             |                             |                             |                |                | Penelope Johnson           | Penelope Johnson           | Penelope Johnson           | Penelope Johnson           | Penelope Johnson           | Penelope Johnson           |                    |                    |                    |                    |                    |                    | Allen Halliwell  | Allen Halliwell  | Allen Halliwell | Allen Halliwell | Allen Halliwell | Allen Halliwell |               |               |               |               |               |               |                |                |                |                |                |                |  |  |                |                |                |                |                |                |  |  |  |  |  |  |  |  |  |  |  |  |  |  |  |  |  |  |  |  |  |  |  |  |  |  |  |  |  |  |  |  |  |  |  |  |
|                         |                         |                         |                         |                         |                         |  |  |                             |                             |                             |                             |                             |                             |                |                |                            |                            |                            |                            |                            |                            |                    |                    |                    |                    |                    |                    |                  |                  |                 |                 |                 |                 |               |               |               |               |               |               |                |                |                |                |                |                |  |  |                |                |                |                |                |                |  |  |  |  |  |  |  |  |  |  |  |  |  |  |  |  |  |  |  |  |  |  |  |  |  |  |  |  |  |  |  |  |  |  |  |  |
|                         |                         |                         |                         |                         |                         |  |  |                             |                             | Victor Bennett              | Victor Bennett              | Victor Bennett              | Victor Bennett              | Victor Bennett | Victor Bennett |                            |                            |                            |                            |                            |                            | Patricia Halliwell | Patricia Halliwell | Patricia Halliwell | Patricia Halliwell | Patricia Halliwell | Patricia Halliwell |                  |                  |                 |                 |                 |                 | Samuel Wilder | Samuel Wilder | Samuel Wilder | Samuel Wilder | Samuel Wilder | Samuel Wilder |                |                |                |                |                |                |  |  |                |                |                |                |                |                |  |  |  |  |  |  |  |  |  |  |  |  |  |  |  |  |  |  |  |  |  |  |  |  |  |  |  |  |  |  |  |  |  |  |  |  |
|                         |                         |                         |                         |                         |                         |  |  |                             |                             | Victor Bennett              | Victor Bennett              | Victor Bennett              | Victor Bennett              | Victor Bennett | Victor Bennett |                            |                            |                            |                            |                            |                            | Patricia Halliwell | Patricia Halliwell | Patricia Halliwell | Patricia Halliwell | Patricia Halliwell | Patricia Halliwell |                  |                  |                 |                 |                 |                 | Samuel Wilder | Samuel Wilder | Samuel Wilder | Samuel Wilder | Samuel Wilder | Samuel Wilder |                |                |                |                |                |                |  |  |                |                |                |                |                |                |  |  |  |  |  |  |  |  |  |  |  |  |  |  |  |  |  |  |  |  |  |  |  |  |  |  |  |  |  |  |  |  |  |  |  |  |
|                         |                         |                         |                         |                         |                         |  |  |                             |                             |                             |                             |                             |                             |                |                |                            |                            |                            |                            |                            |                            |                    |                    |                    |                    |                    |                    |                  |                  |                 |                 |                 |                 |               |               |               |               |               |               |                |                |                |                |                |                |  |  |                |                |                |                |                |                |  |  |  |  |  |  |  |  |  |  |  |  |  |  |  |  |  |  |  |  |  |  |  |  |  |  |  |  |  |  |  |  |  |  |  |  |
|                         |                         |                         |                         |                         |                         |  |  |                             |                             |                             |                             |                             |                             |                |                |                            |                            |                            |                            |                            |                            |                    |                    |                    |                    |                    |                    |                  |                  |                 |                 |                 |                 |               |               |               |               |               |               |                |                |                |                |                |                |  |  |                |                |                |                |                |                |  |  |  |  |  |  |  |  |  |  |  |  |  |  |  |  |  |  |  |  |  |  |  |  |  |  |  |  |  |  |  |  |  |  |  |  |
|                         |                         |                         |                         |                         |                         |  |  |                             |                             |                             |                             |                             |                             |                |                |                            |                            |                            |                            |                            |                            |                    |                    |                    |                    |                    |                    |                  |                  |                 |                 |                 |                 |               |               |               |               |               |               |                |                |                |                |                |                |  |  |                |                |                |                |                |                |  |  |  |  |  |  |  |  |  |  |  |  |  |  |  |  |  |  |  |  |  |  |  |  |  |  |  |  |  |  |  |  |  |  |  |  |
|                         |                         |                         |                         |                         |                         |  |  |                             |                             |                             |                             |                             |                             |                |                |                            |                            |                            |                            |                            |                            |                    |                    |                    |                    |                    |                    |                  |                  |                 |                 |                 |                 |               |               |               |               |               |               |                |                |                |                |                |                |  |  |                |                |                |                |                |                |  |  |  |  |  |  |  |  |  |  |  |  |  |  |  |  |  |  |  |  |  |  |  |  |  |  |  |  |  |  |  |  |  |  |  |  |
|                         |                         |                         |                         |                         |                         |  |  |                             |                             |                             |                             |                             |                             |                |                |                            |                            |                            |                            |                            |                            |                    |                    |                    |                    |                    |                    |                  |                  |                 |                 |                 |                 |               |               |               |               |               |               |                |                |                |                |                |                |  |  |                |                |                |                |                |                |  |  |  |  |  |  |  |  |  |  |  |  |  |  |  |  |  |  |  |  |  |  |  |  |  |  |  |  |  |  |  |  |  |  |  |  |
| Prudence Halliwell      | Prudence Halliwell      | Prudence Halliwell      | Prudence Halliwell      | Prudence Halliwell      | Prudence Halliwell      |  |  | Leo Wyatt                   | Leo Wyatt                   | Leo Wyatt                   | Leo Wyatt                   | Leo Wyatt                   | Leo Wyatt                   |                |                | Piper Halliwell            | Piper Halliwell            | Piper Halliwell            | Piper Halliwell            | Piper Halliwell            | Piper Halliwell            |                    |                    | Phoebe Halliwell   | Phoebe Halliwell   | Phoebe Halliwell   | Phoebe Halliwell   | Phoebe Halliwell | Phoebe Halliwell |                 |                 | Coop            | Coop            | Coop          | Coop          | Coop          | Coop          |               |               | Paige Matthews | Paige Matthews | Paige Matthews | Paige Matthews | Paige Matthews | Paige Matthews |  |  | Henry Mitchell | Henry Mitchell | Henry Mitchell | Henry Mitchell | Henry Mitchell | Henry Mitchell |  |  |  |  |  |  |  |  |  |  |  |  |  |  |  |  |  |  |  |  |  |  |  |  |  |  |  |  |  |  |  |  |  |  |  |  |
| Prudence Halliwell      | Prudence Halliwell      | Prudence Halliwell      | Prudence Halliwell      | Prudence Halliwell      | Prudence Halliwell      |  |  | Leo Wyatt                   | Leo Wyatt                   | Leo Wyatt                   | Leo Wyatt                   | Leo Wyatt                   | Leo Wyatt                   |                |                | Piper Halliwell            | Piper Halliwell            | Piper Halliwell            | Piper Halliwell            | Piper Halliwell            | Piper Halliwell            |                    |                    | Phoebe Halliwell   | Phoebe Halliwell   | Phoebe Halliwell   | Phoebe Halliwell   | Phoebe Halliwell | Phoebe Halliwell |                 |                 | Coop            | Coop            | Coop          | Coop          | Coop          | Coop          |               |               | Paige Matthews | Paige Matthews | Paige Matthews | Paige Matthews | Paige Matthews | Paige Matthews |  |  | Henry Mitchell | Henry Mitchell | Henry Mitchell | Henry Mitchell | Henry Mitchell | Henry Mitchell |  |  |  |  |  |  |  |  |  |  |  |  |  |  |  |  |  |  |  |  |  |  |  |  |  |  |  |  |  |  |  |  |  |  |  |  |
|                         |                         |                         |                         |                         |                         |  |  |                             |                             |                             |                             |                             |                             |                |                |                            |                            |                            |                            |                            |                            |                    |                    |                    |                    |                    |                    |                  |                  |                 |                 |                 |                 |               |               |               |               |               |               |                |                |                |                |                |                |  |  |                |                |                |                |                |                |  |  |  |  |  |  |  |  |  |  |  |  |  |  |  |  |  |  |  |  |  |  |  |  |  |  |  |  |  |  |  |  |  |  |  |  |
|                         |                         |                         |                         |                         |                         |  |  |                             |                             |                             |                             |                             |                             |                |                |                            |                            |                            |                            |                            |                            |                    |                    |                    |                    |                    |                    |                  |                  |                 |                 |                 |                 |               |               |               |               |               |               |                |                |                |                |                |                |  |  |                |                |                |                |                |                |  |  |  |  |  |  |  |  |  |  |  |  |  |  |  |  |  |  |  |  |  |  |  |  |  |  |  |  |  |  |  |  |  |  |  |  |
|                         |                         |                         |                         |                         |                         |  |  |                             |                             |                             |                             |                             |                             |                |                |                            |                            |                            |                            |                            |                            |                    |                    |                    |                    |                    |                    |                  |                  |                 |                 |                 |                 |               |               |               |               |               |               |                |                |                |                |                |                |  |  |                |                |                |                |                |                |  |  |  |  |  |  |  |  |  |  |  |  |  |  |  |  |  |  |  |  |  |  |  |  |  |  |  |  |  |  |  |  |  |  |  |  |
| Wyatt Matthew Halliwell | Wyatt Matthew Halliwell | Wyatt Matthew Halliwell | Wyatt Matthew Halliwell | Wyatt Matthew Halliwell | Wyatt Matthew Halliwell |  |  | Christopher Perry Halliwell | Christopher Perry Halliwell | Christopher Perry Halliwell | Christopher Perry Halliwell | Christopher Perry Halliwell | Christopher Perry Halliwell |                |                | Prudence Melinda Halliwell | Prudence Melinda Halliwell | Prudence Melinda Halliwell | Prudence Melinda Halliwell | Prudence Melinda Halliwell | Prudence Melinda Halliwell |                    |                    |                    |                    |                    |                    |                  |                  |                 |                 | Henry           | Henry           | Henry         | Henry         | Henry         | Henry         |               |               | Tamora         | Tamora         | Tamora         | Tamora         | Tamora         | Tamora         |  |  | Kat            | Kat            | Kat            | Kat            | Kat            | Kat            |  |  |  |  |  |  |  |  |  |  |  |  |  |  |  |  |  |  |  |  |  |  |  |  |  |  |  |  |  |  |  |  |  |  |  |  |
| Wyatt Matthew Halliwell | Wyatt Matthew Halliwell | Wyatt Matthew Halliwell | Wyatt Matthew Halliwell | Wyatt Matthew Halliwell | Wyatt Matthew Halliwell |  |  | Christopher Perry Halliwell | Christopher Perry Halliwell | Christopher Perry Halliwell | Christopher Perry Halliwell | Christopher Perry Halliwell | Christopher Perry Halliwell |                |                | Prudence Melinda Halliwell | Prudence Melinda Halliwell | Prudence Melinda Halliwell | Prudence Melinda Halliwell | Prudence Melinda Halliwell | Prudence Melinda Halliwell |                    |                    |                    |                    |                    |                    |                  |                  |                 |                 | Henry           | Henry           | Henry         | Henry         | Henry         | Henry         |               |               | Tamora         | Tamora         | Tamora         | Tamora         | Tamora         | Tamora         |  |  | Kat            | Kat            | Kat            | Kat            | Kat            | Kat            |  |  |  |  |  |  |  |  |  |  |  |  |  |  |  |  |  |  |  |  |  |  |  |  |  |  |  |  |  |  |  |  |  |  |  |  |
|                         |                         |                         |                         |                         |                         |  |  |                             |                             |                             |                             |                             |                             |                |                |                            |                            |                            |                            |                            |                            |                    |                    |                    |                    |                    |                    |                  |                  |                 |                 |                 |                 |               |               |               |               |               |               |                |                |                |                |                |                |  |  |                |                |                |                |                |                |  |  |  |  |  |  |  |  |  |  |  |  |  |  |  |  |  |  |  |  |  |  |  |  |  |  |  |  |  |  |  |  |  |  |  |  |
|                         |                         |                         |                         |                         |                         |  |  |                             |                             |                             |                             | Prue Johnna                 | Prue Johnna                 | Prue Johnna    | Prue Johnna    | Prue Johnna                | Prue Johnna                |                            |                            | Parker                     | Parker                     | Parker             | Parker             | Parker             | Parker             |                    |                    | Córka            | Córka            | Córka           | Córka           | Córka           | Córka           |               |               |               |               |               |               |                |                |                |                |                |                |  |  |                |                |                |                |                |                |  |  |  |  |  |  |  |  |  |  |  |  |  |  |  |  |  |  |  |  |  |  |  |  |  |  |  |  |  |  |  |  |  |  |  |  |
|                         |                         |                         |                         |                         |                         |  |  |                             |                             |                             |                             | Prue Johnna                 | Prue Johnna                 | Prue Johnna    | Prue Johnna    | Prue Johnna                | Prue Johnna                |                            |                            | Parker                     | Parker                     | Parker             | Parker             | Parker             | Parker             |                    |                    | Córka            | Córka            | Córka           | Córka           | Córka           | Córka           |               |               |               |               |               |               |                |                |                |                |                |                |  |  |                |                |                |                |                |                |  |  |  |  |  |  |  |  |  |  |  |  |  |  |  |  |  |  |  |  |  |  |  |  |  |  |  |  |  |  |  |  |  |  |  |  |

## Motyw muzyczny
Podkładem muzycznym wykorzystanym w czołówce był cover utworu The Smiths – How Soon Is Now?, wykonywany przez amerykański zespół Love Spit Love. Po wyemitowaniu 8. sezonu, licencja na użycie piosenki wygasła.  W związku z tym, podczas wydania tego sezonu na DVD, stacja The WB zdecydowała się na zastąpienie oryginalnego utworu na inny hard-rockowy w wersji instrumentalnej. Co więcej, nowy utwór posłużył za podkład muzyczny w czołówce serialu we wszystkich odcinkach, podczas jego udostępnienia w amerykańskiej wersji platformy Netflix. Oryginalny utwór ponownie został wykorzystany w czołówce serialu we wszystkich odcinkach w zremasterowanych wydaniach Blu-ray.
Ponadto w premierowym wydaniu serialu na DVD, piosenka tytułowa została zastąpiona inną, ponieważ licencja na użycie utworu How Soon Is Now? wygasła.

## Obsada

### Główna obsada
| Bohater                 | Aktor              | Sezony       | Sezony                    | Sezony      | Sezony      | Sezony      | Sezony      | Sezony      | Sezony      | Odcinki |
| Bohater                 | Aktor              | 1            | 2                         | 3           | 4           | 5           | 6           | 7           | 8           | Odcinki |
| ----------------------- | ------------------ | ------------ | ------------------------- | ----------- | ----------- | ----------- | ----------- | ----------- | ----------- | ------- |
| Piper Halliwell         | Holly Marie Combs  | Główna rola  | Główna rola               | Główna rola | Główna rola | Główna rola | Główna rola | Główna rola | Główna rola | 179     |
| Phoebe Halliwell        | Alyssa Milano      | Główna rola  | Główna rola               | Główna rola | Główna rola | Główna rola | Główna rola | Główna rola | Główna rola | 178     |
| Prue Halliwell          | Shannen Doherty    | Główna rola  | Główna rola               | Główna rola |             |             |             |             |             | 67      |
| Paige Matthews          | Rose McGowan       |              |                           |             | Główna rola | Główna rola | Główna rola | Główna rola | Główna rola | 112     |
| Leo Wyatt               | Brian Krause       | Drugoplanowo | Drugoplanowo/ Główna rola | Główna rola | Główna rola | Główna rola | Główna rola | Główna rola | Główna rola | 154     |
| Darryl Morris           | Dorian Gregory     | Główna rola  | Główna rola               | Główna rola | Główna rola | Główna rola | Główna rola | Główna rola |             | 71      |
| Andy Trudeau            | Ted King           | Główna rola  |                           |             |             |             |             |             |             | 21      |
| Dann Gordon             | Greg Vaughan       |              | Główna rola               |             |             |             |             |             |             | 18      |
| Jenny Gordon            | Karis Paige Bryant |              | Główna rola               |             |             |             |             |             |             | 4       |
| Cole Turner             | Julian McMahon     |              |                           | Główna rola | Główna rola | Główna rola |             | Gościnnie   |             | 57      |
| Chris Perry (Halliwell) | Drew Fuller        |              |                           |             |             | Gościnnie   | Główna rola | Gościnnie   | Gościnnie   | 26      |
| Billie Jenkins          | Kaley Cuoco        |              |                           |             |             |             |             |             | Główna rola | 22      |

1. 1 2  Łącznie z niewyemitowanym odcinkiem pilotowym.
2. ↑  W drugim sezonie Brian Krause jako Leo Wyatt występował w roli drugoplanowej (odcinki 24, 26, 28, 30, 34-35) oraz w głównej obsadzie (odcinki 36-44).
3. ↑  Razem 22, jeśli uwzględnimy odcinek 17, w którym został wymieniony w czołówce w głównej obsadzie, mimo iż w nim się nie pojawia. Pomimo nieobecności aktora, jego postać jest widoczna w młodym wieku.
4. ↑  Tylko w odcinkach 23, 25-26, 28.

Finałowy sezon miał ograniczony budżet, dlatego twórcy musieli obniżyć koszty związane z serialem. W związku z tym postać grana przez Briana Krause została częściowo skrócona, zaś postać Doriana całkowicie usunięta.

### Drugoplanowa obsada
| Postać              | Aktor(ka)            | Lata                  | Uwagi                      |
| ------------------- | -------------------- | --------------------- | -------------------------- |
| Rex Buckland        | Neil Roberts         | 1998–1999             |                            |
| Hannah Webster      | Leigh-Allyn Baker    | 1998–1999             |                            |
| Victor Bennett (#2) | James Read           | 2000–2006             |                            |
| Wyrocznia           | Debbi Morgan         | 2002–2003             |                            |
| Belthazor           | Michael Bailey Smith | 2000–2001             |                            |
| Claire Pryce        | Cristine Rose        | 1999                  |                            |
| Bob Cowan           | David Reivers        | 2001–2002             |                            |
| Jack Sheridan       | Lochlyn Munro        | 1999–2000             |                            |
| Elise Rothman       | Rebecca Balding      | 2002–2003, 2004, 2005 |                            |
| Avatar              | Joel Swetow          | 2002, 2003, 2004–2005 |                            |
| Sandra              | Elizabeth Dennehy    | 2003, 2004–2005, 2006 |                            |
| Patricia Halliwell  | Finola Hughes        | 1998–2006             |                            |
| Penelope Halliwell  | Jennifer Rhodes      | 1998–2006             |                            |
| Henry Mitchell      | Ivan Sergei          | 2005−2006             |                            |
| Christy Jenkins     | Marne Patterson      | 2006                  |                            |
| Coop (Kupid)        | Victor Webster       | 2006                  |                            |
| dorosły Wyatt       | Wes Ramsey           | 2004, 2005, 2006      | Odcinki: 132–133, 154, 178 |

### W pozostałych rolach
(Liczby w nawiasach oznaczają odcinek, w którym pojawiła się dana postać. Pierwsza cyfra oznacza serię, natomiast ta druga oznajmia, który to odcinek).

- Amy Adams – Maggie Murphy (2x16)
- Nynno Ahli – Kazi (5x20)
- Mark Aiken – Czarny Rycerz (6x08)
- Lori Alan – Cynthia (4x12)
- Sarah Aldrich – Natalie (6x03)
- Krista Allen – Wyrocznia (4x01; 4x02; 4x07)
- Andrew James Allen – Kevin (5x05)
- Cindy Ambuehl – Bev (4x09)
- Vincent Angell – Sykes (4x08)
- Yancey Arias – inspektor Cortez (4x01; 4x02)
- Dana Ashbrook – T.J. (3x15)
- Desmond Askew – Gith (6x06)
- Brenda Bakke – Soul Collector (1x20)
- Rebecca Balding – Jackie (1x07)
- Sam Ball – Rowan (4x18)
- Cameron Bancroft – Cryto (2x17)
- Erinn Bartlett – Jessica (5x13)
- Frances Bay – Phoebe Halliwell (4x14)
- Stephanie Beacham – Martha van Lewen (2x11)
- Gerry Becker – Ramus (5x05)
- Tobin Bell – Orin (5x06)
- Frank Birney – Ojciec Austin (1x18)
- Danielle Bisutti – Pani Jeziora (6x08)
- Alex Black – Tyler (4x12)
- James R. Black – Król mnożących się demonów (6x13)
- Geoffrey Blake – Wojna (2x21)
- Boti Bliss – Abbey (3x03; 3x05)
- Niki Botelho – Elf (5x09; 5x22; 5x23; 6x04)
- Eddie Bowz – Palmer Kellogg (1x11)
- Brigid Brannagh – Tuatha (2x06)
- Jordan Bridges – Shane (4x01; 4x02)
- Michelle Brookhurst – Tanya Parker (1x08)
- Jason Brooks – Bacarra (5x08)
- W. Earl Brown – Warlock (3x17)
- Victor Browne – Clay (1x11)
- Ian Buchanan – Raynor (3x19; 3x20)
- Michael Reilly Burke – Kupidyn (2x10)
- Jake Busey – Nigel (6x11)
- Jerome Butler – Król Kaziego (5x20)
- Eddie Cahill – Sean (3x05)
- J. Kenneth Campbell – Elias Lundy (2x11)
- Bruce Campbell – Jackman (4x22)
- Clare Carey – Eva (3x04)
- Rebekah Carlton – Kali (1x07)
- David Carradine – Tempus (1x22)
- Jason Carter – Andras (3x07)
- Patrick Cassidy – Allen Halliwell (6x11)
- Mark Lindsay Chapman – Finley Beck (2x18)
- Jeanne Chinn – Anling (4x04)
- David Chisum – Mitch (3x04)
- John Cho – Mark Chao (1x04)
- Shawn Christian – Josh (1x15; 1x18; 1x19)
- Tyler Christopher – Anton (2x14)
- Melinda Clarke – Syrena (5x04)
- Bob Clendenin – Lodziarz (3x10)
- Coolio – Lazarus (#1) (4x15)
- Misha Collins – Eric Bragg (2x07)
- Mercedes Colon – Elana Dominguez (3x22)
- Rebecca Cross – Charlene (2x19)
- Gregory Scott Cummins – Vornac (3x19)
- Una Damon – Dantalian (3x13)
- Steven Daniel – Lazarus (#2) (5x12)
- Hillary Danner – Alexandra van Lewen (2x11)
- Harry Danner – William Hamilton (3x01)
- Lisa Darr – matka Paige (4x10)
- Rachel David – Kate (3x03)
- Jim Davidson – Evan Stone (2x20)
- Heather Dawn – Emma (4x08)
- Anthony John Denison – Victor Bennett (#1) (1x03)
- Cleavant Derricks – Cleavant Wilson (2x19)
- Keith Diamond – Reece Davidson (3x08; 3x11; 3x16)
- Michael Dietz – Christopher (3x02)
- Robin Atkin Downes – Demon Iluzji (2x18)
- Billy Drago – Barbas (1x13; 2x09; 5x07; 6x19; 6x22; 6x23; 7x01)
- Andrew Ducote – Nathan (2x12)
- Alastair Duncan – Alaster (4x07)
- Todd Duffey – Satyr (5x19)
- Bobby Edner – Ari (3x10)
- Katherine Cunningham-Eves – Daisy (5x19)
- Kent Faulcon – Gil Corso (2x16; 2x18)
- Jay Michael Ferguson – Kyle Gwideon (2x06)
- Holly Fields – Jane Franklin (2x03)
- Elena Finney – Enola (6x14)
- Kathryn Fiore – Elizabeth (6x06)
- Markus Flanagan – Marshall (1x03)
- Sean Patrick Flanery – Adam (5x03)
- Lucy Lee Flippin – Helen (2x17)
- Siobhan Flynn – Melody (4x09)
- J. Michael Flynn – Benjamin Montana (6x05; 6x15)
- Dominic Fumusa – Saleel (5x17)
- Bethany Joy Lenz – Lady Julia (4x06)
- Dan Gauthier – Craig Wilson (5x01)
- Judy Geeson – Ruth Cobb (3x04)
- Melissa George – Freyja (6x01; 6x02)
- Henry Gibson – Piaskowy Dziadek (5x14)
- Chris Payne Gilbert – Billy (2x18)
- Michael Gilden – Finnegan (5x17; 5x22; 5x23)
- Louis Giovannetti – Andrew Wike (4x11)
- Matthew Glave – Curtis Williamson (2x12; 2x20)
- Samantha Goldstein – Phoebe Halliwell (4x14)
- Jaime Gomez – Greg Conroy (4x20)
- Carlos Gómez – inspektor Rodriguez (1x20-1x22)
- Pamela Gordon – Amanda (2x17)
- Harry Van Gorkum – Kurzon (4x14)
- Robert Gossett – ojciec Maxa (1x14)
- Marcus Graham – Warlock (2x22)
- David Greene – Steve Montana (6x05; 6x13; 6x15)
- Brad Greenquist – Gavin (1x08)
- Melissa Greenspan – Flo (6x03)
- Googy Gress – Spencer Ricks (5x13; 6x07)
- Michael Greyeyes – Bo Lightfeather (3x14)
- Harry Groener – Ojciec Thomas (3x06)
- Kimberly Guerrero – Isabel Lightfeather (3x14)
- Bennet Guillory – Źródło (#2) (4x01; 4x02; 4x07)
- Annabelle Gurwitch – Nina Halter (6x06)
- Molly Hagan – Karen Young (4x16)
- Daniel Hagen – Carl (6x05)
- Stacy Haiduk – Strażniczka urny (1x11)
- Anne Haney – Gail (2x17)
- Elisabeth Harnois – Brooke (3x02)
- Danielle Harris – Aviva (1x07)
- Patricia Harty – Pani Correy (1x04)
- Pat Healy – Xavier (5x19)
- Darin Heames – Tracer (5x14)
- Rick Hearst – Troxa (3x05)
- Kam Heskin – Robin (6x11)
- Larry Holden – Jeff Carlton (2x04)
- Saba Homayoon – Jinny (6x15)
- James Hong – Mistrz Zen (4x04)
- Sherman Howard – Clyde (4x10)
- Whip Hubley – detektyw (3x15)
- Andrew Jackson – Nicholas (1x17)
- Scott Jaeck – Sam Wilder (2x08; 5x09; 8x07)
- Billy Jayne – Billy Waters (1x12)
- David Haydn-Jones – Chris Barker (2x04)
- Kathryn Joosten – Żona magika (6x06)
- Kimberley Kates – Tanjella (1x13)
- Deborah Kellner – Julie (4x17-4x19)
- Paul Kersey – Malcolm (2x03)
- Patrick Kilpatrick – Śmierć (2x21)
- Daniel Dae Kim – Yenlo (4x04)
- Erik King – Dex (5x11)
- Jeff Kober – Jackson Ward (1x20)
- Nick Kokotakis – Greg (1x18)
- Alla Korot – Margaret Henderson (6x07)
- Cheryl Ladd – Doris Bennett (5x15)
- Wendy Benson-Landes – Joanne Hertz (1x22)
- Niklaus Lange – Wesley (1x11)
- Amy Laughlin – Melissa (5x04)
- Ed Lauter – Sutter (3x14)
- Tyler Layton – Melinda Warren (1x09)
- Rachelle Lefèvre – Olivia Callaway (6x05)
- Angela Little – Kaia (5x11)
- Marjorie Lovett – Rosaline Montana (6x05)
- Rachel Luttrell – Janna (3x20)
- Richard Lynch – Cronyn (5x15)
- Scott MacDonald – Krell (3x08)
- Andy Mackenzie – Suck (5x16)
- Matt Malloy – Griffiths (3x22)
- Costas Mandylor – Rick Lang (4x17)
- Louis Mandylor – Nathan Lang (4x17)
- Ken Marino – Miles (5x07; 5x08)
- Evan Marriott – Oscar (6x02)
- Heidi Mark – Darla (2x05)
- Heather Marie Marsden – Claudia (4x05)
- Eric Matheny – Fritz (1x03)
- Dakin Matthews – Anioł Przeznaczenia (4x22)
- Alex McArthur – Gabriel (1x16)
- Jenny McCarthy – Mitzy Stillman (6x04)
- Rebecca McFarland – Lynn (6x10)
- Jack McGee – Straganiarz (5x16)
- William Francis McGuire – Nick Correy (1x04)
- Michael McLafferty – Alan Stanton (2x05)
- Jeffrey Meek – Dane (4x20; 4x21)
- Zeus Mendoza – Jack Manford (1x05)
- Ivana Miličević – Mist (6x01; 6x02)
- J. Robin Miller – Skye Russell (1x05)
- Jeanette Miller – Christina Larson (2x14)
- Shareen Mitchell – Lydia (5x06)
- Scott Mosenson – Donnie (4x03)
- Nancy Moonves – Beth Whittlesey (1x15)
- Michael Muhney – Seth (6x05)
- Christopher Neiman – Sigmund (6x14; 6x18; 6x20; 6x21)
- David Netter – Max Franklin (1x14)
- Marisol Nichols – Bianca (6x10)
- Natalia Nogulich – Zła Wiedźma (5x03)
- Mariah O’Brien – Cynda (1x03)
- Tom O’Brien – Zile (3x13)
- Sam Pancake – Lacky (5x21)
- Joseph Paneno – Max (5x08)
- Erik Passoja – Czarnoksiężnik (3x02)
- Adrian Paul – Jeric (5x10)
- Austin Peck – Ryder (5x14)
- Melody Perkins – Margo Stillman (6x04)
- Ron Perlman – Kellman (3x12)
- Sarah Peterson – Hecate (1x06)
- Seth Peterson – Derek (6x09)
- Michael Phillip – Javna (1x02)
- Wendy Phillips – siostra Agnes (4x02)
- Scott Plank – Eric Lohman (1x19)
- Colleen Porch – Kara (6x01; 6x02)
- Mark Povinelli – Shamus (5x17)
- Ruth Powell – Lily (5x19)
- Susan May Pratt – Miranda (5x19)
- Jaime Pressly – Mylie (5x01)
- Steve Railsback – Litvack (2x15)
- Wes Ramsey – Wyatt Halliwell (6x10; 6x23; 7x20; 8x22)
- Camilla Rantsen – Carolyn Seldon (4x13)
- Gina Ravera – Mary (6x06)
- Norman Reedus – Nate Parks (5x20; 5x21)
- Joseph D. Reitman – Tarkin (3x19; 3x20)
- Jeff Ricketts – Głód (2x21)
- F.J. Rio – Ronan (5x09)
- Shaun Robinson – Kinesha Robinson (6x03)
- Michael Rodrick – Dean (3x18)
- Al Rodrigo – Jaime (1x10)
- Clayton Rohner – Drazi (2x10)
- Bonnie Root – Susan Coleman (4x08)
- Reynaldo Rosales – Finn (4x05)
- John Rubinstein – dr Berenson (5x18)
- Antonio Sabato Jr. – Bane Jessup (2x09; 2x15)
- Nicholas Sadler – Leech (5x16)
- Diane Salinger – Wiedźma (5x01)
- Marco Sanchez – Tom Peters (3x12)
- Chris Sarandon – Necromancer (5x21)
- Sherri Saum – Ariel (3x17)
- Raphael Sbarge – Brent Miller (1x19)
- Monika Schnarre – Jenna (5x17)
- Mario Schugel – Raif (4x16)
- Matt Schulze – Whitaker Berman (1x05)
- Judson Earney Scott – Necron (5x01; 5x02)
- Jocelyn Seagrave – Ashley Fallon (1x12)
- Samantha Shelton – Selena (4x22)
- Dean Shelton – Zachery (6x14)
- Mark Sheppard – Arnon (5x05)
- William Morgan Sheppard – Merrill (5x15)
- Armin Shimerman – Czarodziej (4x19)
- Amanda Sickler – Sophie (5x02; 8x04)
- Pat Skipper – Nathaniel Pratt (2x02)
- Jennifer Sky – Mabel Stillman (6x04)
- Christie Lynn Smith – Allison Michaels (1x06)
- Michael Bailey Smith – Źródło (#1) (3x22)
- Michael Bailey Smith – Shax (3x22; 4x01)
- Michael Bailey Smith – Grimlock (4x18)
- Johnny Sneed – Larry Henderson (6x07)
- Nick Stabile – Owen Grant (2x05)
- Anthony Starke – Devlin (4x09)
- Will Stewart – Harry (1x14)
- Peg Stewart – Lillian (2x19)
- French Stewart – Dżin (2x22)
- Barbara Stock – Grace Spencer (1x06)
- Sadie Stratton – Charlotte (3x04)
- Carel Struycken – Wielki Demon (4x21)
- Shannon Sturges – Helena Statler (1x16)
- Elizabeth Sung – Matka Marka (1x04)
- James Sutorius – James Callaway (6x05)
- Bradford Tatum – Mickey Jackson (1x14)
- Simon Templeman – Anioł Śmierci (3x16; 7x05; 8x10)
- John Thaddeus – Stan Provazolli (4x11)
- Tony Todd – Avatar (5x09)
- Ben Tolpin – Billy (4x03)
- Michael Trucco – Alec (1x21)
- Steve Valentine – Aames (3x11)
- Emmanuelle Vaugier – Ava Nicolae (5x06)
- Eduardo Verástegui – Idealny mężczyzna (6x12)
- Arnold Vosloo – Duch Ciemności (2x16)
- Becky Wahlstrom – Lila (4x03; 4x17)
- Hynden Walch – Marcie Steadwell (2x09)
- Audrey Wasilewski – Natalie (3x11)
- Michael Weatherly – Brendan Rowe (1x18)
- Charlie Weber – Książę (4x06)
- Danielle Weeks – Sally (3x04)
- Kevin Weisman – Lukas (3x18)
- Morgan Weisser – Vinceres (3x06)
- Scott Wilkinson – ojciec Paige (4x10)
- Chad Willett – Justin Harper (3x09; 3x13)
- Rainn Wilson – Kierkan (3x09)
- Rachel Wilson – Becca (4x07)
- Eric Winter – Trevor (5x09)
- Billy Wirth – Matthew Tate (1x09)
- Ray Wise – Ludlow (4x12)
- Paul Wittenburg – Caleb (3x10)
- Danny Woodburn – Krasnal (5x03; 5x22; 6x08)
- Jesse Woodrow – Glen Belland (4x06; 4x11; 5x13)
- Eric Scott Woods – Jeremy (1x01; 2x01)
- Peter Woodward – Źródło (#3) (4x13; 8x04)
- Jaimz Woolvett – Tull (5x19)
- Hunter Ansley Wryn – Piper Halliwell (5x07)
- Grace Zabriskie – Starucha (5x16; 5x20)
- Kara Zediker – Penelope Halliwell (6x11)

### Specjalne występy muzyczne
W akcję serialu zostały wplecione specjalne występy muzyczne, które miały miejsce w klubie Piper Halliwell – P3. Miało to pokazać, iż mimo że Czarodziejki prowadzą walkę z demonami, mają swoje osobiste, „ludzkie” życie. Gościnnie wystąpili:
Seria 2:
- odcinek 4 (26) – Dishwalla
- odcinek 5 (27) – The Cranberries
- odcinek 13 (35) – Janice Robinson
- odcinek 18 (40) – The Goo Goo Dolls
- odcinek 21 (43) – Paula Cole Band

Seria 3:
- odcinek 1 (45) – Barenaked Ladies
- odcinek 4 (48) – Snake River Conspiracy
- odcinek 5 (49) – Marvelous 3
- odcinek 6 (50) – Idol
- odcinek 11 (55) – Box
- odcinek 18 (62) – Orgy

Seria 4:
- odcinek 5 (71) – Dave Navarro
- odcinek 16 (82) – Rebekah Ryan

Seria 5:
- odcinek 9 (97) – The Flaming Lips
- odcinek 12 (100) – Michelle Branch
- odcinek 14 (102) – Beth Orton
- odcinek 17 (105) – Pat Benatar
- odcinek 19 (107) – Loudermilk

Seria 6:
- odcinek 7 (118) – Steadman
- odcinek 14 (125) – Ziggy Marley
- odcinek 18 (129) – Andy Stochansky

Seria 7:
- odcinek 7 (141) – The Donnas
- odcinek 15 (149) – Drake dè Mon
- odcinek 17 (151) – Collective Soul

Seria 8:
- odcinek 8 (164) – Liz Phair

## Czarodziejkiw Polsce
Czarodziejki od razu stały się hitem. Serial zdołał przyciągnąć przed telewizory ponad 7 milionów widzów. Wkrótce zaczął podbijać Europę i w 2001 roku dotarł do Polski, gdzie po raz pierwszy emitowany był w TVP1, jednak wyświetlono tylko dwa pierwsze sezony. Początkowo wyemitowano pierwsze 13 odcinków pierwszej serii, jednak w drugiej połowie 2001 roku ją dokończono. W 2003 roku wyemitowano drugi sezon serialu.
Następnie, emisji serialu podjęła się telewizja Polsat. Od 13 maja 2006 roku do 19 grudnia 2009 roku, Polsat, jako pierwsza polska ogólnodostępna telewizja, wyemitował wszystkie osiem sezonów. Serial był emitowany raz w tygodniu, w soboty. Wyjątkiem był dzień 19 grudnia 2009 roku, kiedy wyemitowano dwa ostatnie odcinki finałowego sezonu. Serial podbił serca wielu polskich widzów. W późniejszym czasie Polsat zdecydował na ponowną emisję Czarodziejek. Emisję rozpoczęto od 20. odcinka piątego sezonu – 1 marca 2010 roku. Emisja odbywała się od poniedziałku do piątku, po jednym odcinku. Ostatni odcinek ósmej serii wyemitowano 18 czerwca 2010 roku. Od 31 lipca do 30 sierpnia 2012 roku, stacja ponownie emitowała 1. sezon. Od 15 listopada 2012 kontynuowano nadawanie kolejnych sezonów. Emisję zakończono 1 marca 2013, na 6. odcinku piątej serii.
Od 2008 roku, Czarodziejki były emitowane na kanale Sci Fi Channel, od pierwszego sezonu, od poniedziałku do piątku, po dwa nowe odcinki dziennie. Natomiast w czwartki, soboty i niedziele, emitowano dwa odcinki, lecz z innych sezonów.  Stacja premierowo wyemitowała cały serial w Polsce (m.in. 7 sezon emitowany był od 7 sierpnia 2008 roku). Odcinki Czarodziejek emitowano chaotycznie, często powtarzano, a także wycinano sceny. Emisję serialu zakończono 21 czerwca 2010 roku.
Kolejną stacją, emitującą Czarodziejki, był Hallmark Channel. Serial wyświetlano od 1 maja 2009 roku do 26 lutego 2010 roku, emitując wszystkie odcinki. Serial nadawany był raz dziennie w dni powszednie, a powtórki w weekendy.
Od 9 sierpnia 2010 roku, serial emitowany był w stacji Fox Life, od poniedziałku do piątku, z powtórkami następnego dnia powszedniego. Emisja zakończyła się 28 lutego 2011 na ostatnim odcinku 3. sezonu. Od 16 sierpnia do 15 listopada 2011 roku, ponownie rozpoczęto emisję sezonów 1-3. Od 23 grudnia 2011, Fox Life kontynuował emisję (od 4. sezonu) i 27 marca 2012 roku zakończył ją na ostatnim odcinku szóstej serii. Od 12 kwietnia do 16 października 2012, stacja powtórzyła emisję sezonów 1-6. W okresie od 2 listopada do 3 grudnia 2012, stacja ponownie nadała trzecią serię serialu. Premiera siódmego sezonu Czarodziejek nastąpiła 4 grudnia 2012, natomiast 3 stycznia 2013 – ósmego. Ostatni odcinek premierowo wyemitowano 1 lutego 2013. Od 4 lutego do 4 kwietnia 2013, stacja powtórzyła 7. i 8. sezon, a od 23 kwietnia do 25 września 2013 rozpoczęła emisję sezonów 4-8. Od 4 października 2013 do 20 marca 2014, stacja powtórzyła emisję serialu, rozpoczynając od 4 sezonu.
Od 1 marca do 28 czerwca 2014 roku stacja TV4 wyświetlała co sobotę 7 sezon serialu.
Od 16 stycznia 2015 do 15 września 2016 roku serial emitowany był przez stację TV6, która emitując serial od poniedziałku do piątku, wyświetliła wszystkie odcinki. Emisja powtórkowa nastąpiła w okresach: od 16 września 2016 do 22 lutego 2017 roku wyemitowano sezony 1-5, od 22 lutego do 31 października 2017 ponownie wyświetlono cały serial, a od 2 listopada 2017 do 7 lutego 2018 emitowano serie 6-8. W czasie od 8 lutego do 19 czerwca 2018 wyświetlono sezony 5-8, natomiast od 20 czerwca do 21 sierpnia 2018 oraz od 22 sierpnia do 22 października 2018 roku serie 7-8.
W międzyczasie od 2 lutego do 3 czerwca 2015 roku na kanale Discovery Life wyemitowano 4 pierwsze sezony z nowym lektorem. W okresach: od 4 czerwca do 5 października 2015, od 6 października 2015 do 4 lutego 2016, od 5 lutego do 9 czerwca 2016, od 10 czerwca do 10 października 2016 powtórzono emisję sezonów 1-4, a od 11 października do 30 listopada 2016 emisję sezonów 1-2.
W 2023 roku serial ponownie zawitał do ramówki stacji Sci Fi, gdzie od 27 listopada jest emitowany w zremasterowanej wersji obrazu (16:9) w jakości high-definition.

### Wersja polska
| Stacja telewizyjna | Opracowanie       | Przygotowanie tekstu                                                        | Lektor               |
| ------------------ | ----------------- | --------------------------------------------------------------------------- | -------------------- |
| Polsat             | Praca własna      | Maciej Orkan-Łęcki (pierwsze sezony) / Agnieszka Kamińska (ostatnie sezony) | Stanisław Olejniczak |
| Sci Fi Channel     | Sun Studio Polska | Edyta Kutner i Tomasz Kutner                                                | Andrzej Leszczyński  |
| Fox Life           | SDI Media Polska  | Edyta Kutner                                                                | Paweł Bukrewicz      |

## Lista odcinków
| Seria | Seria | Odcinki | Premierowa emisja The WB | Premierowa emisja The WB | Premierowa emisja                                       | Premierowa emisja                                       |
| Seria | Seria | Odcinki | Premiera                 | Finał                    | Premiera                                                | Finał                                                   |
| ----- | ----- | ------- | ------------------------ | ------------------------ | ------------------------------------------------------- | ------------------------------------------------------- |
|       | 1     | 22      | 7 października 1998      | 26 maja 1999             | 18 marca 2001 (TVP1)13 maja 2006 (Polsat)               | 26 listopada 2001 (TVP1)30 września 2006 (Polsat)       |
|       | 2     | 22      | 30 września 1999         | 18 maja 2000             | 13 stycznia 2003 (TVP1)7 października 2006 (Polsat)     | 16 czerwca 2003 (TVP1)17 marca 2007 (Polsat)            |
|       | 3     | 22      | 5 października 2000      | 17 maja 2001             | 24 marca 2007 (Polsat)                                  | 15 września 2007 (Polsat)                               |
|       | 4     | 22      | 4 października 2001      | 16 maja 2002             | 22 września 2007 (Polsat)                               | 1 marca 2008 (Polsat)                                   |
|       | 5     | 23      | 22 września 2002         | 11 maja 2003             | 8 marca 2008 (Polsat)                                   | 30 sierpnia 2008 (Polsat)                               |
|       | 6     | 23      | 28 września 2003         | 16 maja 2004             | 22 maja 2008 (Sci Fi Channel)6 września 2008 (Polsat)   | 7 sierpnia 2008 (Sci Fi Channel)14 lutego 2009 (Polsat) |
|       | 7     | 22      | 12 września 2004         | 22 maja 2005             | 7 sierpnia 2008 (Sci Fi Channel)21 lutego 2009 (Polsat) | 1 sierpnia 2009 (Polsat)                                |
|       | 8     | 22      | 25 września 2005         | 21 maja 2006             | 8 sierpnia 2009 (Polsat)                                | 19 grudnia 2009 (Polsat)                                |

## Wydania DVD
| Seria | Seria | Liczba odcinków | Wydania DVD          | Wydania DVD         |
| Seria | Seria | Liczba odcinków | Region 1             | Region 4            |
| ----- | ----- | --------------- | -------------------- | ------------------- |
|       | 1     | 22              | 1 lutego 2005        | 6 czerwca 2005      |
|       | 2     | 22              | 6 września 2005      | 1 sierpnia 2005     |
|       | 3     | 22              | 15 listopada 2005    | 3 października 2005 |
|       | 4     | 22              | 28 lutego 2006       | 21 listopada 2005   |
|       | 5     | 23              | 6 czerwca 2006       | 6 marca 2006        |
|       | 6     | 23              | 17 października 2006 | 3 kwietnia 2006     |
|       | 7     | 22              | 6 lutego 2007        | 5 czerwca 2006      |
|       | 8     | 22              | 11 września 2007     | 30 kwietnia 2007    |

### Wersja Blu-ray
Dnia 30 października 2018 roku CBS wydał zremasterowaną wersję pierwszego sezonu na Blu-ray, w której liczba wersji czołówki pierwszego sezonu została zredukowna z siedmiu do sześciu..

## Kontynuacja
15 marca 2010 roku, wydawnictwo Zenescope Entertainment ogłosiło, iż nabyło prawa od CBS Consumer Products, aby opublikować serię komiksów opartych na serialu pod oryginalnym tytułem „Charmed”. Pierwszy numer ukazał się 16 czerwca 2010, natomiast nr 24 – 3 października 2012 roku. Pierwsze 24 numery uznawane są za 9 serię, zaś kolejne 20 numerów za 10 serię serialu.

## Soundtrack
- Charmed: The Soundtrack
- Charmed: The Book of Shadows
- Charmed: The Final Chapter

## Nagrody i nominacje
| Rok  | Aktor(ka)         | Nagroda                     | Za co                                                               |
| ---- | ----------------- | --------------------------- | ------------------------------------------------------------------- |
| 1999 | Alyssa Milano     | Saturn                      | Najlepsza aktorka drugoplanowa w programie telewizyjnym lub serialu |
| 1999 | Czarodziejki      | Złoty Glob                  | Najlepszy serial komediowy                                          |
| 1999 | Shannen Doherty   | People’s Choice             | Ulubiona artystka w nowym serialu                                   |
| 2000 | Holly Marie Combs | Saturn                      | Najlepsza aktorka w serialu komediowym                              |
| 2000 | Shannen Doherty   | Saturn                      | Najlepsza aktorka w serialu lub filmie telewizyjnym                 |
| 2002 | Alyssa Milano     | MTV                         | Najbardziej pożądana kobieta                                        |
| 2002 | Bobby Edner       | Nagroda Młodych (nominacja) | Wyróżniająca się rola w serialu lub filmie telewizyjnym             |
| 2003 | Alyssa Milano     | Emmy                        | Najlepsza aktorka w serialu komediowym                              |
| 2004 | Rose McGowan      | Emmy                        | Najlepsza aktorka w serialu lub filmie telewizyjnym                 |